# Cyrtandra eriophylla
Cyrtandra eriophylla är en tvåhjärtbladig växtart som beskrevs av Spencer Le Marchant Moore. Cyrtandra eriophylla ingår i släktet Cyrtandra och familjen Gesneriaceae. Inga underarter finns listade i Catalogue of Life.